# لويس فارغاس توريس
لويس فارغاس توريس هو عسكري وتاجر وسياسي إكوادوري، ولد في 1855 في إسمرالداس في الإكوادور، وتوفي في 20 مارس 1887 في كيتو في الإكوادور. حزبياً، نشط في Ecuadorian Radical Liberal Party ‏.